# Jean-Baptiste de Scey-Montbéliard
Jean-Baptiste de Scey-Montbéliard, dit l'abbé de Scey et l'abbé de Scey-Montbéliard (1720-1790) est un abbé catholique français, aumônier du roi Louis XV, abbé commendataire de l'Abbaye Saint-André de Clermont et dernier abbé commendataire de Gimont dans le Gers.

## Famille
Jean-Baptiste de Scey-Montbéliard est un membre de la famille de Scey-Montbéliard, en Franche-Comté, il est le fils de Claude-Louis, comte de Scey-Montbéliard, seigneur de Buthiers, Beaumotte, Emagny, Pin etc. et de Marie-Charlotte-Nicole de Saint-Mauris-Montbarrey.
Il est le frère cadet du comte Antoine-Alexandre de Scey-Montbéliard (1717-1789), lieutenant-général des armées du roi, gouverneur du château d'If et grand bailli d'épée de Dole.

## Carrière
Il est chanoine-comte honoraire de Saint-Pierre de Mâcon, vicaire-général du diocèse de Cambrai.
Le 7 mai 1749, il est nommé abbé commendataire de l'Abbaye Saint-André de Clermont.
En 1754, il est nommé aumônier du roi en remplacement de l'abbé de Caulaincourt.
Nommé le 28 juin 1761 abbé commendataire de Gimont dans le Gers, il est le dernier abbé de cette abbaye.
Il est reçu chevalier de l'Ordre de Saint-Georges en 1749